# Roma Ryan
Roma Shane Ryan (* 20. Januar 1950 in Belfast) ist eine nordirische Schriftstellerin und Lyrikerin und die Verfasserin vieler Liedertexte für die irische Musikerin und Sängerin Enya.

## Jugend und musikalische Entwicklung
Die Geburtsstunde der musikalischen Karriere von Roma Ryan hängt eng mit der irischen Musikgruppe Clannad zusammen. Máire, Ciarán und Pól Ó Braonáin, die später unter den Künstlernamen Moya, Kieran und Paul Brennan bekannt wurden, gründeten zusammen mit ihren Onkeln, den Zwillingen Noel und Patrick Duggan, die Band, die traditionelle irische Lieder mit Einflüssen des US-amerikanischen Jazz und Folk spielte.
Ab 1980 spielte auch die jüngere Schwester des Braonáinzweigs, Eithne, heute bekannt unter dem Namen Enya, in der Gruppe mit. Bereits seit 1979 war Nick Ryan, Romas Ehemann, als Techniker dabei.
Der Aufstieg der jungen Musiker verlief ähnlich wie später bei der Kelly Family in Deutschland; so wurden die Musiker als Die Familie von Gweedore zuerst regional bekannt und nannten sich dann „An Clann As Dobhair“ (Die Familie von Dore) und haben unter dem Namen Clannad seit ihrer Europatournee in den 80er Jahren auch internationale Resonanz. Schon in dieser Zeit steuerte Roma Ryan erste Texte für einige Lieder der Gruppe bei. Im Februar 1982 stiegen die Keyboarderin der Band, Eithne Ní Braonáin, sowie Nick als Tontechniker aus der Band aus und ließen sich im Norden Dublins nieder, wo sie in der Kleinstadt Artane ein Haus mieteten.
Roma Ryans Ehemann beschloss die Installation einer eigenen Musikaufnahmetechnik im gemeinsamen Domizil, das Aigle Recording Studio. Die hauseigene Technik versetzte die drei in die Lage, äußerst effektiv zusammenzuarbeiten, indem Roma Ryan die Texte verfasste, Eithne Ní Braonáin die Kompositionen dazu schrieb und die Stücke dann im eigenen Studio in Kleinarbeit aufgenommen und klangtechnisch abgemischt wurden. Hier entstanden in dieser Zeit die Ideen zu den Backgrounds späterer Erfolgsstücke, die durch neuartige Effekte den für die von Eithne Ní Braonáin in ihrer klaren Stimme gesungenen Kompositionen diese ihr eigene musikalischatmosphärische Transparenz verliehen, was letztlich zu dem Erfolg späterer Veröffentlichungen beitrug.
In dieser Zeit nahmen die noch experimentellen Projekte der drei Beteiligten eine eigene, schwer kopierbare Stilrichtung an. Roma Ryan verfasste erste Texte in Gälisch, die später das Markenzeichen der Formation werden sollten. Im Verlauf der Jahre kam auch keltische, walisische und katalanische Lyrik hinzu, die sich an epochalen Vorbildern orientiert. Außerdem gab es auch japanisch verfasste Lieder. Verse wie die von Afer Ventus, Pax Deorum oder Cursum Perficio wurden in lateinischer Sprache verfasst. Auch durch literarische Sprachen wie das Elbische füllte Roma Ryan ihre Dichtungen mit Leben, atmosphärisch untermalt durch die Sound- und Effektbearbeitung von Nick Ryan.
Seit dieser Zeit steht der Name Enya nicht mehr – wie häufig angenommen wird – für Eithne Ní Braonáin allein, sondern für die Co-Produktion:

„Eithne Ní Braonáin (Kompositionen und Arrangements), Roma Ryan (Texte), und Nick Ryan (Musikproduktion und Mix)“

Die nach außen als Interpretin des „Labels Enya“ in Erscheinung tretende Interpretin Braonáin hob dies in Statements ihres Erfolgs immer entsprechend hervor, dass das Endprodukt ohne Beteiligung der anderen nicht annähernd denkbar wäre, und dass Enya als Projekt der Dreierformation aufzufassen sei.

## Internationaler Aufstieg
Auf Ryans Anregung, aus den allerersten Instrumentalstücken Enyas einen Filmsoundtrack zu machen, kam der Kontakt zu David Puttman zustande. Und so hat Enya eine Vielzahl der Lieder zum Soundtrack von „The Frog Prince“ beisteuern können.
Roma Ryan und ihr Ehemann schufen 1985 das erste Produkt der gemeinsamen Zusammenarbeit, die Musik für den US-amerikanischen Film „The French Lesson“. Doch den Durchbruch schafften sie erst im Folgejahr, mit dem Auftrag der Musik für die BBC-Dokumentation „The Celts“ (Die Kelten), bei der Roma Ryan erstmals ihre Qualitäten als Dichterin von Minderheitssprachen unter Beweis stellen konnte.
1987 entstanden die meisten Texte für „Watermark“, das die WEA Music erst ein Jahr später auf den Musikmarkt brachte. Aus Ryans Feder stammen auch die Verse zu dem Lied „Orinoco Flow“, durch das das Trio weltweite Aufmerksamkeit erzielte. Von diesem Zeitpunkt an war der weitere Weg vorgezeichnet – jede Platte wurde ein Erfolg.
Einen tragischen Bekanntheitsgrad erreichte „Only Time“. Das von Roma Ryan verfasste Lied wurde am 11. September 2001, dem Tag der Terroranschläge in den Vereinigten Staaten, aus dem Album „A Day Without Rain“ ausgekoppelt, mit Kommentaren der Berichterstattung US-amerikanischer Radiosender zu den seinerzeitigen Geschehnissen untermalt und neu abgemischt. In dieser Version von den Radiostationen weltweit als Hymne gegen den Terror eingesetzt, reicht der Bekanntheitsgrad der Verfasserin Ryan allein dieses populären Remixes wegen in alle Kontinente.
Als Grundlage für die Schaffung von Amarantine kreierte Roma Ryan die loxische Sprache, die von Bewohnern eines fernen, bislang unbekannten Planeten gesprochen werde. Inspiriert von J. R. R. Tolkiens Elbisch schuf sie für dieses Vorhaben ein eigenständiges Alphabet und dichtete in dem entstandenen kargen „Wortschatz des Loxischen“ Texte für drei Lieder, die dem Album ins Englische übersetzt beiliegen, dokumentiert in einem Buch unter dem Titel „Water Shows the Hidden Heart“.

## Musik

### Diskografie
- 14. Oktober 1985 The Frog Prince Cassette Vinyl Album
- 28. Oktober 1988 Watermark Vinyl Album
- 31. Oktober 1991 Shepherd Moons CD Album
- 20. November 1992 The Celts CD Album
- 24. November 1995 The Memory Of Trees CD Album
- 7. November 1997 Paint The Sky With Stars CD Album
- 1. Dezember 1997 A Box Of Dreams (Box-Set) CD Album
- 20. November 2000 Only Time CD Maxi
- 24. November 2000 A Day Without Rain CD Album
- 14. Januar 2002 May It Be CD Maxi
- 2. Dezember 2002 Only Time – The Collection CD Album
- 18. November 2005 Amarantine CD Album
- 7. November 2008 And Winter Came … CD Album

### Filmmusik
- „Green Card – Schein-Ehe mit Hindernissen“ (1990) Musikstücke River, Watermark, Storms in Africa
- „In einem fernen Land“ (1992) Musikstück Book of Days
- „The Age of Innocence“ (1993) Songarrangement Marble Halls
- „Oiche Chiun“ (1996) Silent Night Sendung Christmas Day In The Morning, BBC-1
- „May It Be“ (2002) Lied aus dem Film Der Herr der Ringe: Die Gefährten

## Auszeichnungen
- Mehrere Grammys
- Goldene Himbeerenominierung für das Lied „Book of Days“
- Oscarnominierung für das Lied „May It Be“
- Siehe auch unter Enya